# Hlyboka
Hlyboka (en ukrainien : Глибока ; en allemand et en polonais : Hliboka ; en roumain : Adâncata) est une commune urbaine de l'oblast de Tchernivtsi, en Ukraine. Sa population s'élevait à 8 426 habitants en 2024. Hlyboka est le chef-lieu du raïon 
éponyme.

## Géographie
Hlyboka est située dans une profonde vallée (Глибока signifie profonde en ukrainien) à une trentaine de km au sud de Tchernivtsi. La ville est située en Bucovine, sur la Dereloui (uk), un affluent de rive droite du Prout.

## Histoire
La première mention de Hlyboka remonte à l'année 1438. Le 4 mai 1775, le Sultan Abdülhamid Ier offrit une partie de la principauté de Moldavie à l'impératrice Marie-Thérèse, en raison de l'attitude de neutralité qu'elle avait eue pendant la guerre russo-turque de 1768-1774. Joseph II appela à la colonisation de ce nouveau territoire nommé Bukowina d'après le nom polonais et de nombreux colons s'installèrent, venant en particulier de Souabe. En 1786, après dix ans d'administration militaire, la Bucovine reçoit une administration civile : le Kreis de Czernowitz dépendant du royaume de Galicie et de Lodomérie. En 1804, la Bucovine est rattachée à l'empire d'Autriche. Une distiLes Habsbourgs firent de ce territoire un Kronland (de). Lors de la partition de l’Empire austro-hongrois en 1867, elle resta autrichienne. 
Après l'effondrement de l'Empire d'Autriche-Hongrie, elle devint roumaine sous le nom de Adâncata. Le Consiliul Național al Bucovine (Conseil national de la Bucovine) (CNB) déclare le 27 novembre 1918 son rattachement au royaume de Roumanie, décision confirmée par le Traité de Saint-Germain-en-Laye signé le 10 septembre 1919. Adâncata fait alors partie de la plasă (ro) de Flondoreni dans le județ de Storojineț. 
Le 28 juin 1940, à la suite de la signature du Pacte germano-soviétique, la région est annexée, par l'Union soviétique qui l'intégre à la république socialiste soviétique d'Ukraine. En juin 1941, le général Petre Dumitrescu la reprend pour le compte de la Roumanie avec la troisième armée roumaine, et en mars 1944, l’Armée rouge reprend le territoire pour l’Union soviétique. En 1956, Hlyboka accéda au statut de commune urbaine. Elle fait partie de l'Ukraine indépendante depuis 1991.
Le 13 septembre 2022, dans le cadre de la contre-offensive d'été, la ville est libérée de l'occupation russe par les Forces armées ukrainiennes.

## Population
Recensements (*) ou estimations de la population :
| 1910* | 1930* | 1989* | 2001* | 2007  | 2013  |
| ----- | ----- | ----- | ----- | ----- | ----- |
| 5 549 | 5 413 | 9 352 | 9 302 | 9 223 | 9 465 |

| 2021  | - | - | - | - | - |
| ----- | - | - | - | - | - |
| 9 312 | - | - | - | - | - |

### Répartition ethnique
Populations par nationalité (1re ligne) et par langues maternelles.
| Année de recensement | Roumanophones | Ruthènes & Ukrainiens | Allemands | Polonais | Juifs (Yiddisch) | Russes & Biélorusses | Tchèques & Slovaques | Hongrois | Total |
| -------------------- | ------------- | --------------------- | --------- | -------- | ---------------- | -------------------- | -------------------- | -------- | ----- |
| 1930                 | 3 108         | 1 185                 | 486       | 347      | 235              | 76                   | 1                    |          | 5 438 |
| 1930                 | 1 990         | 2 204                 | 525       | 425      | 232              | 62                   |                      |          | 5 438 |
| 2001                 | 1 131         | 7 873                 | 1         | 8        |                  | 283                  |                      | 1        | 9302  |

Populations par religion
| Année de recensement | Gréco-orthodoxes | Catholiques | Gréco-catholiques | Luthériens (hu) | Juifs |
| -------------------- | ---------------- | ----------- | ----------------- | --------------- | ----- |
| 1930                 | 3 817            | 536         | 442               | 380             | 263   |

Au XIXe siècle, il y avait une église gréco-catholique (pour les Ukrainiens), une chapelle catholique romaine (pour les Polonais) et une église orthodoxe grecque (pour les Roumains). Des colons allemands se sont installés à partir de 1857. La communauté allemande arrivée à partir de 1857, à 85 % protestante a eu une église évangélique à partir de 1885.

## Transports
Le 28 octobre 1869, le chemin de fer dessert Hliboka : la ligne de Czernowitz à Sotschen (de) est ouverte. La gare de Hliboka prend de l'importance avec l'ouverture, le 30 novembre 1886 de la ligne de Hliboka à Berhometh (de). Le 1er janvier 1898, la Neue Bukowinaer Lokalbahn-Gesellschaft (de) ouvre un embranchement de Hliboka à Sereth.

## Tourisme
- Le château des princes Skibniewski, des szlachta (nobles polonais) qui possédaient la majeure partie des terres de la commune. C'est aujourd'hui l'hôpital pour enfants du raïon.

## Personnalités liées à la ville
Les trois grands propriétaires terriens successifs ont été :
- Bronislaw Skibniewski (pl) (1828-1903), prince polonais, parlementaire. Il vendit le domaine de Hliboka à Bronislaw Skibniewski en 1892.
- Bronislaw Skibniewski (pl) (1830-1904), prince polonais.
- Aleksander Skibniewski (pl) (1868-1942), son fils, prince polonais, parlementaire, décédé à Hlyboka.

## Jumelages
- Piatra Neamț (Roumanie)[7]